# Andreas Scutta
Andreas Scutta, auch Skutta (* getauft am 30. November 1806 in Wien; † 24. Februar 1863 in Prag) war ein österreichischer Schauspieler, Sänger und Komponist.

## Leben
Andreas Scutta war der Sohn des Schneidermeisters und späteren „k.k. Postconducteur“ Johann Scutta und der Köchin Johanna, geb. Weidner. Er besuchte das Schottengymnasium, studierte an der Universität Wien und erhielt eine Gesangsausbildung am Wiener Musikinstitut des Grafen Pálffy, wo er als Eleve erstmals auf der Bühne des Theaters an der Wien stand, und zwar im Oratoriom Mosè von Gioachino Rossini. Am Theater an der Wien und am Kärntnertortheater sollte der 18-jährige Sänger eine Anstellung als Chorsänger erhalten, wurde jedoch von Direktor Johann August Stöger nach Graz engagiert.
Von 1825 bis 1826 war er am Grazer ständischen Theater, 1826 bis 1827 war er Zweiter Tenor am Landestheater Linz, wo er als „Aaron“ in Rossinis Moses in Ägypten debütierte. 1827 bis 1829 wurde Scutta Erster Tenor am Stadttheater Agram. 1829 bekam er wegen eines Fiebers Stimmbandproblemen und wechselte in das Komikerfach, in welchem er in Klagenfurt und Laibach sehr erfolgreich auftrat. Ab 1830 spielte er am Stadttheater Lemberg als zweiter Komiker und Sänger kleinerer komischer Opernpartien.
1831 heiratete er die Schauspielkollegin Josefine Demmer (* 1795 in Frankfurt am Main, † 1863 in Wien) und wurde von Direktor Karl von Marinelli für das Leopoldstädter Theater engagiert. 1838 verlängerte der neue Besitzer Carl Carl dieses Engagement. Dort trat er mit seinen berühmten Komikerkollegen Johann Nestroy, Wenzel Scholz und Alois Grois auf und spielte viele Rollen, wie beispielsweise den Florian Waschblau in Raimunds Der Diamant des Geisterkönigs. In einigen Premieren von Nestroys Stücken wirkte er ebenfalls mit, wie 1843 als Sanfthuber in Nur Ruhe!, 1844 als Ignaz Stimmstock in Eisenbahnheirathen und 1845 als Baumöl in Das Gewürzkrämerkleeblatt.
Nachdem er schon in Lemberg begonnen hatte, Bühnenmusik zu komponieren, setzte er dies nun im Leopoldstädter Theater fort. 1831 schrieb er die Ouvertüre für Johann Fenzls Parodie Der Zauberdrache, weiters zu über 30 Zauberspielen, Parodien und Possen, unter anderem für Josef Kilian Schickh (Robert der Wau Wau, eine Parodie auf Giacomo Meyerbeers Oper Robert le diable; weiters Amintha und Odiosa, 2. Juli 1832), Franz Xaver Told (48 Stunden in Baden, 18. März 1834), Carl Wilhelm Brabbée (Der Ehefeind, 23. Oktober 1840), Daniel Reibersdorffer (Der Wasserfall im Feenhain, 12. September 1835) und Friedrich Hopp (Der Bock ward geschossen oder Die Jägermädchen, 11. Jänner 1845). Großen Beifall erhielt seine Bühnenmusik für Nestroys Lokalposse Eisenbahnheirathen (3. Jänner 1844 am Theater an der Wien), wo er einsprang, da Nestroys bisheriger Hauptkomponist Adolf Müller senior zeitweilig ausfiel.
„Die Musik des Herrn Skutta führt diesen Namen verdienter, als so viele And‘re, zu so vielen andern Nestroy’schen Stücken.“ (Sonntagsblätter vom 7. Jänner 1844)
Als Carl Carl 1845 sein Ensemble verkleinerte, spielte Scutta bis zum Jahre 1852 auf verschiedenen Bühnen der Monarchie von Klagenfurt bis Fünfkirchen, teils als Gast, teils als Ensemblemitglied. Seine Frau trat im Leopoldstädter Theater noch bis 1861 auf. Sein ehemaliger Grazer Direktor Stöger, der das Prager Ständetheater übernommen hatte, holte ihn 1852 dorthin. Scutta debütierte als „Habakuk“ in Raimunds Der Alpenkönig und der Menschenfeind und trat mit Franz Feistmantel und Carl Dolt als Komikertrio in vielen Stücken auf. Daneben wurde seine Bühnenmusik auch in Brünn gespielt.
Am 6. Juli 1862 trat er zum letzten Male auf, und zwar im Stück Die Studenten von Rummelstadt von Karl Haffner und Adolf Müller. Nach langem Leiden starb er mit 57 Jahren in Prag.